# Jakkrit Seechoo
Jakkrit Seechoo (thailändisch จักรกฤษณ์ เสนแก้ว, * 21. Oktober 1996 in Nakhon Si Thammarat) ist ein thailändischer Fußballspieler.

## Karriere
Jakkrit Seechoo stand von 2021 bis 2022 beim Port FC in Bangkok unter Vertrag. Der Verein spielte in der ersten Liga des Landes, der Thai League. Von Ende Dezember 2020 bis Mai 2021 wurde er an den Drittligisten Satun United FC ausgeliehen. Mit dem Verein aus Satun spielte er in der Southern Region der Liga. Von August 2021 bis Dezember 2022 spielte er auf Leihbasis beim ebenfalls in der Southern Region spielenden Trang FC. Am 4. Januar 2023 unterschrieb er einen Vertrag beim Zweitligisten Ranong United FC. Sein Zweitligadebüt für den Klub aus Ranong gab Jakkrit Seechoo am 7. Januar 2023 (18. Spieltag) im Heimspiel gegen den Rayong FC. Bei dem 2:0-Sieg wurde er in der 65. Minute gegen Muhammadburhan Awae ausgewechselt. Als Tabellenvorletzter musste er mit dem Verein am Ende der Saison 2022/23 in die dritte Liga absteigen.